# سیودادلا
سیودادلا (به اسپانیایی: Ciudadela) شهری در کشور آرژانتین، استان بوئنوس آیرس است که در سال ۲۰۰۹ میلادی، حدود ۷۳٬۱۵۵ نفر جمعیت داشته است.